# Fraortes de Mèdia
Fraortes (en grec antic: Φραόρτης, llatí: Phraortes; en persa, 𐎳𐎼𐎺𐎼𐎫𐎡𐏁 Fravartish) va ser el segon rei de Mèdia, fill i successor de Deioces. La seva història és coneguda gràcies a Heròdot.
Va estendre el seu domini per Pèrsia, i va començar a conquerir altres nacions d'Àsia. Va governar vint-i-dos anys (de cap al 675 aC fins al 653 aC), i va morir en combat contra els assiris mentre assetjava la seva capital, Nínive. Hi ha autors que pensen que va morir en combat contra Nabopolassar, rei de Babilònia. Actualment es creu que el seu regnat va ser més llarg (d'uns 50 anys, ca. 675-625 aC).
Hom l'identifica de vegades amb el capitost Kashtariti esmentat a les tauletes cuneïformes, però la identificació és insegura. A la seva mort el va succeir el seu fill Ciàxares.